# Margit Danÿ
Margit Danÿ (5 de febrero de 1906-22 de enero de 1975) fue una deportista húngara que compitió en esgrima, especialista en la modalidad de florete. Ganó tres medallas en el Campeonato Mundial de Esgrima entre los años 1929 y 1934.

## Palmarés internacional
| Campeonato Mundial | Campeonato Mundial | Campeonato Mundial | Campeonato Mundial  |
| Año                | Lugar              | Medalla            | Prueba              |
| ------------------ | ------------------ | ------------------ | ------------------- |
| 1929               | Nápoles (Italia)   | Medalla de bronce  | Florete individual  |
| 1933               | Budapest (Hungría) | Medalla de oro     | Florete por equipos |
| 1934               | Varsovia (Polonia) | Medalla de oro     | Florete por equipos |